# Alphonse de Neuville
Alphonse-Marie-Adolphe de Neuville (31. května 1835, Saint-Omer, Pas-de-Calais - 18. května 1885 Paříž) byl francouzský malíř a ilustrátor, který se jako jeden z představitelů akademismu proslavil především svými portréty vojáků a dalšími obrazy s válečnou tematikou.

## Život a dílo

### De Neuville jako malíř

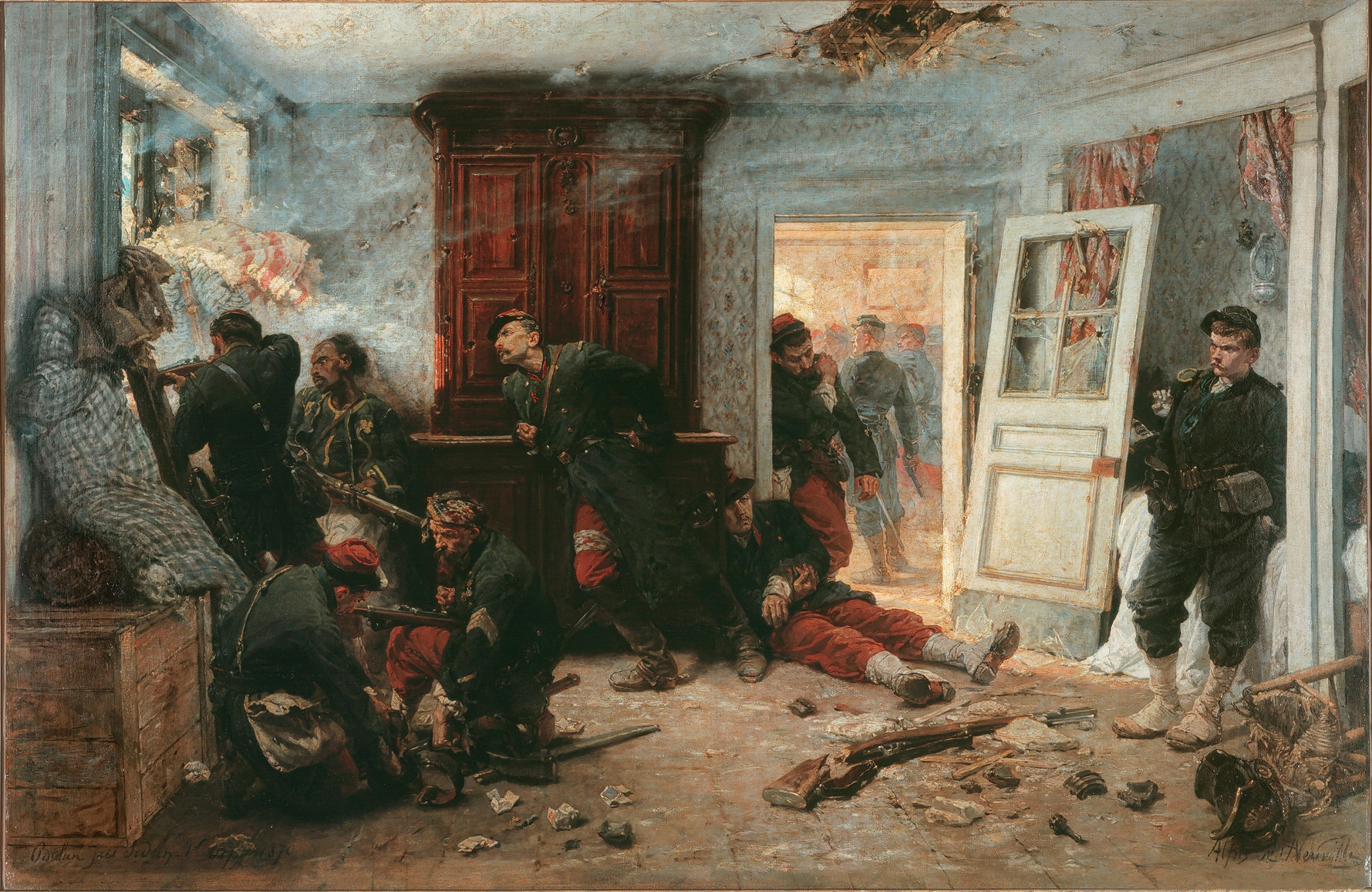
Neuvillův obraz Poslední patrony.

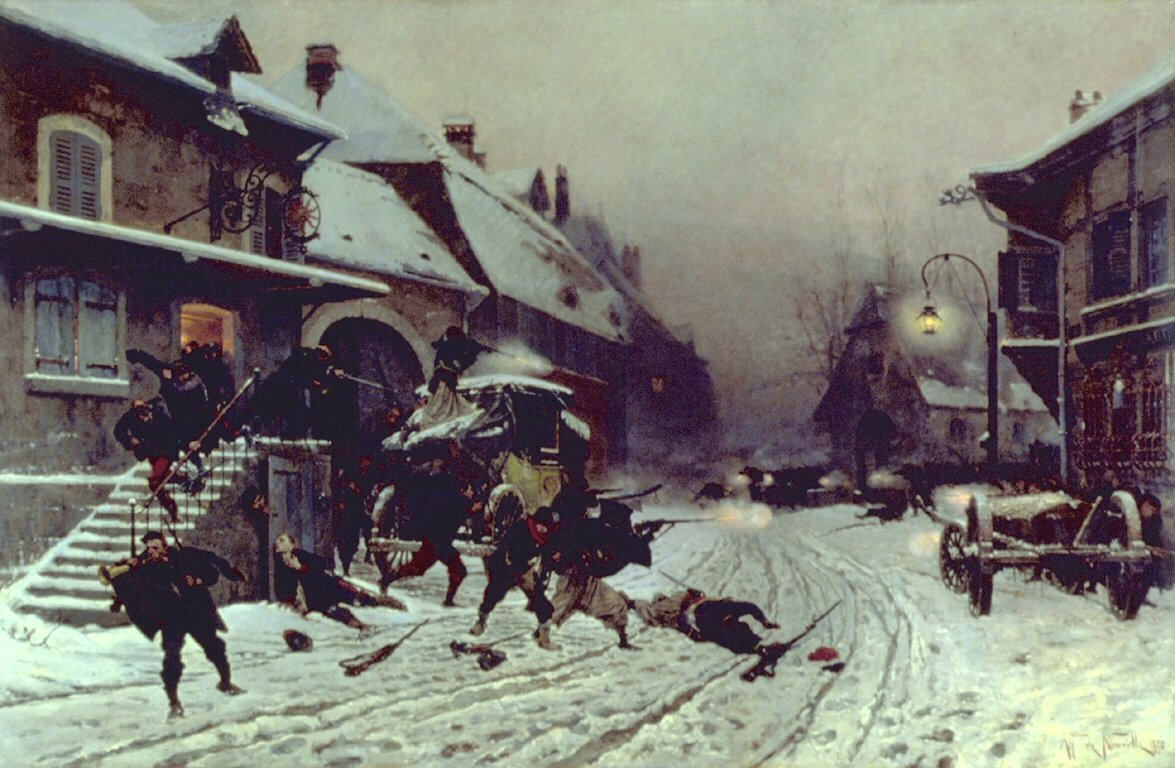
Neuvillův obraz Útok za úsvitu.

Neuville pocházel sice z velmi bohaté právnické rodiny, ale vždycky si přál být vojákem. Proto se dal roku 1856 zapsat na námořnickou akademii École Navale v bretaňském Lorientu, kde se také začal zajímat o umění. Již po prvním roce ho však jeho otec donutil školu opustit a studovat práva. Neuville se však přes odpor rodiny vydal do Paříže studovat malířství. Jen obtížně získal místo v ateliéru Françoise-Edouarda Picota, ale dlouho v něm nezůstal, protože ho Picotovy učitelské metody znechucovaly. Studoval pak u proslulého malíře Eugèna Delacroixe a již jeho první výstava roku 1859 skončila úspěchem. Brzy získal všeobecné uznání svými obrazy z krymské, britsko-zulské a zejména z francouzsko-pruské války, které se zúčastnil jako důstojník Národní gardy. Roku 1881 se stal důstojníkem Řádu čestné legie. Mnoho jeho obrazů se dnes nachází v petrohradské Ermitáži a v Metropolitním muzeu umění v New Yorku.

### De Neuville jako ilustrátor
De Neuville působil též jako ilustrátor, především pro nakladatelství Calman Lévy a Pierre-Jules Hetzel. Z díla Julese Verna ilustroval Dvacet tisíc mil pod mořem (společně Édouardem Riouem), Okolo Měsíce (společně s Émilem-Antoinem Bayardem) a Cestu kolem světa za osmdesát dní (společně s Léonem Benettem).
Dále svými kresbami například doprovodil Dějiny Francie Françoise Guizota, dobrodružný román Alfreda Assollanta Hrdinný kapitán Korkorán a některá díla Alexandra Dumase staršího.

## Nejznámější obrazy
- Myslivci císařské gardy při obležení Sevastopolu (1861),
- Epizoda z bitvy u Magenty (1864),
- Zuávská stráž (1865),
- Srážka u San Lorenza v Mexiku (1867),
- Myslivci u řeky Černé (1868),
- Smrt generála Epinase (1868),
- Tábor před vesnicí Le Bourget (1872),
- Poslední patrony (1863, Les dernières cartouches), nejslavnější Neuvillův obraz,
- Útok na zabarikádovaný dům ve Villersexel (1875),
- Útok za úsvitu (1877),
- Železniční most v Styring (1877),
- Bitva u Fornachu (1878),
- Le Bourget (1878),
- Vyzvědač (1880),
- Hřbitov u Saint-Privatu (1881),
- Panorama bitvy u Champigny (společně s Édouardem Detaillem).